# Schistura namiri
Schistura namiri är en fiskart som först beskrevs av Friedhelm Krupp och Schneider, 1991.  Schistura namiri ingår i släktet Schistura och familjen grönlingsfiskar. IUCN kategoriserar arten globalt som otillräckligt studerad. Inga underarter finns listade i Catalogue of Life.